# Wojciech Paszyński
 (avril 2016).
Wojciech Lucjan Paszyński, né le 5 juillet 1985 à Varsovie dans La Masovie, est un historien polonais, spécialiste de l'histoire des sciences et l'histoire de la médecine,.